# Europees kampioenschap voetbal mannen onder 19 - 2019
Het Europees kampioenschap voetbal mannen onder 19 van 2019 was de achttiende editie van het Europees kampioenschap voetbal mannen onder 19, een jaarlijks UEFA-toernooi voor Europese nationale ploegen van spelers geboren op of na 1 januari 2000. Acht landen namen deel aan dit toernooi dan van 14 tot en met 27 juli in Armenië werd gespeeld. Spanje werd winnaar van het toernooi, dat land won dit toernooi voor de achtste keer. In de finale werd Portugal met 0–2 verslagen.

## Kwalificaties
Er deden in totaal 55 landen mee. De kwalificaties voor dit toernooi werden gespeeld in twee rondes.
- Kwalificatieronde (10 oktober – 20 november 2018)
- Eliteronde (20–26 maart 2019)

Armenië is al gastland direct geplaatst en hoeft niet mee te doen aan de kwalificaties. 
Portugal en Duitsland waren direct geplaatst voor de eliteronde. De andere landen werden in de kwalificatieronde in poules van 4 ingedeeld, waarbij steeds de 2 beste landen zich plaatsten voor de eliteronde. Er waren 13 poules in de kwalificatieronde. In de eliteronde waren er 7 poules van 4, waarbij de winnaars zich kwalificeerden voor het hoofdtoernooi.

### Gekwalificeerde landen
| # | Land      | Gekwalificeerd als          | Eerdere deelnames                                                      |
| - | --------- | --------------------------- | ---------------------------------------------------------------------- |
| 1 | Armenië   | Gastland                    | 2005                                                                   |
| 2 | Ierland   | Eliteronde: Winnaar groep 1 | 2002, 2011                                                             |
| 3 | Tsjechië  | Eliteronde: Winnaar groep 2 | 2002, 2003, 2006, 2008, 2011, 2017                                     |
| 4 | Noorwegen | Eliteronde: Winnaar groep 3 | 2002, 2003, 2005, 2018                                                 |
| 5 | Spanje    | Eliteronde: Winnaar groep 4 | 2002, 2004, 2006, 2007, 2008, 2009, 2010, 2011, 2012, 2013, 2015, 2018 |
| 6 | Frankrijk | Eliteronde: Winnaar groep 6 | 2003, 2005, 2007, 2009, 2010, 2013, 2015, 2016, 2018                   |
| 7 | Portugal  | Eliteronde: Winnaar groep 5 | 2003, 2006, 2007, 2010, 2012, 2013, 2014, 2016, 2017, 2018             |
| 8 | Italië    | Eliteronde: Winnaar groep 5 | 2003, 2004, 2008, 2010, 2016, 2018                                     |

Vetgedrukt betekent dat dit land kampioen werd in dat jaar.

## Stadions
| Jerevan                                              | · Jerevan |
| ---------------------------------------------------- | --------- |
| Vazgen Sargsyan Republicanstadion Capaciteit: 14.403 | · Jerevan |
|                                                      | · Jerevan |
| Banantsstadion Capaciteit: 5.000                     | · Jerevan |
|                                                      | · Jerevan |
| Armeense Voetbalacademie Capaciteit: 1.500           | · Jerevan |
|                                                      | · Jerevan |

## Groepsfase

### Groep A
| Pos. | Land     | GW | W | G | V | DV | DT | +/− | Ptn. |
| ---- | -------- | -- | - | - | - | -- | -- | --- | ---- |
| 1    | Portugal | 3  | 2 | 1 | 0 | 8  | 1  | +7  | 7    |
| 2    | Spanje   | 3  | 2 | 1 | 0 | 7  | 3  | +4  | 7    |
| 3    | Italië   | 3  | 1 | 0 | 2 | 5  | 5  | 0   | 3    |
| 4    | Armenië  | 3  | 0 | 0 | 3 | 1  | 12 | –11 | 0    |

|                            |                  |     |                                                    | |
| 14 juli 2019 18:45 (UTC+4) | Armenië          | 1–4 | Spanje                                             | Vazgen Sargsyan Republicanstadion, Jerevan Toeschouwers: 10.200 Scheidsrechter: Kristo Tohver (EST) |
| 14 juli 2019 18:45 (UTC+4) | Yeghiazaryan 51' |     | 33' Orellana 58' Miranda 64' Marqúes 90+7' Mollejo | Vazgen Sargsyan Republicanstadion, Jerevan Toeschouwers: 10.200 Scheidsrechter: Kristo Tohver (EST) |

|                            |        |                                   |          |                                                                                 |
| 14 juli 2019 21:00 (UTC+4) | Italië | 0–3                               | Portugal | Banantsstadion, Jerevan Toeschouwers: 3.700 Scheidsrechter: Sergej Ivanov (RUS) |
| 14 juli 2019 21:00 (UTC+4) |        | 28' Cardoso 46' Ramos 51' Correia |          | Banantsstadion, Jerevan Toeschouwers: 3.700 Scheidsrechter: Sergej Ivanov (RUS) |

|                            |            |     |             |                                                                                         |
| 17 juli 2019 18:45 (UTC+4) | Portugal   | 1–1 | Spanje      | Banantsstadion, Jerevan Toeschouwers: 2.100 Scheidsrechter: Anastasios Papapetrou (GRE) |
| 17 juli 2019 18:45 (UTC+4) | Vieira 49' |     | 41' Miranda | Banantsstadion, Jerevan Toeschouwers: 2.100 Scheidsrechter: Anastasios Papapetrou (GRE) |

|                            |         |                                                     |        |                                                                                                  |
| 17 juli 2019 21:00 (UTC+4) | Armenië | 0–4                                                 | Italië | Vazgen Sargsyan Republicanstadion, Jerevan Toeschouwers: 8.780 Scheidsrechter: Filip Glova (SVK) |
| 17 juli 2019 21:00 (UTC+4) |         | 29', 56' Portanova 32' Merola 69' Giacomo Raspadori |        | Vazgen Sargsyan Republicanstadion, Jerevan Toeschouwers: 8.780 Scheidsrechter: Filip Glova (SVK) |

|                            |                                               |     |         | |
| 20 juli 2019 21:00 (UTC+4) | Portugal                                      | 4–0 | Armenië | Vazgen Sargsyan Republicanstadion, Jerevan Toeschouwers: 5.750 Scheidsrechter: Nikola Dabanović (MNE) |
| 20 juli 2019 21:00 (UTC+4) | Vitinha 34' (pen.) Mário 50' Gouveia 67', 88' |     |         | Vazgen Sargsyan Republicanstadion, Jerevan Toeschouwers: 5.750 Scheidsrechter: Nikola Dabanović (MNE) |

|                            |                                            |     |                   |                                                                                          |
| 20 juli 2019 21:00 (UTC+4) | Spanje                                     | 2–1 | Italië            | Armeense Voetbalacademie, Jerevan Toeschouwers: 1.300 Scheidsrechter: Irfan Peljto (BIH) |
| 20 juli 2019 21:00 (UTC+4) | Lorenzo Gavioli 61' (e.d.) Ruiz 68' (pen.) |     | 36' Davide Merola | Armeense Voetbalacademie, Jerevan Toeschouwers: 1.300 Scheidsrechter: Irfan Peljto (BIH) |

### Groep B
| Pos. | Land      | GW | W | G | V | DV | DT | +/− | Ptn. |
| ---- | --------- | -- | - | - | - | -- | -- | --- | ---- |
| 1    | Frankrijk | 3  | 3 | 0 | 0 | 5  | 0  | +5  | 9    |
| 2    | Ierland   | 3  | 1 | 1 | 1 | 3  | 3  | 0   | 4    |
| 3    | Noorwegen | 3  | 0 | 2 | 1 | 1  | 2  | –1  | 2    |
| 4    | Tsjechië  | 3  | 0 | 1 | 2 | 1  | 5  | –4  | 0    |

|                    |            |     |           |                                                                                              |
| 15 juli 2019 18:45 | Noorwegen  | 1–1 | Ierland   | Armeense Voetbalacademie, Jerevan Toeschouwers: 1.100 Scheidsrechter: Nikola Dabanović (MNE) |
| 15 juli 2019 18:45 | Botheim 8' |     | 81' Hodge | Armeense Voetbalacademie, Jerevan Toeschouwers: 1.100 Scheidsrechter: Nikola Dabanović (MNE) |

|                    |          |                                                 |           |                                                                                                   |
| 15 juli 2019 21:00 | Tsjechië | 0–3                                             | Frankrijk | Vazgen Sargsyan Republicanstadion, Jerevan Toeschouwers: 2.000 Scheidsrechter: Irfan Peljto (BIH) |
| 15 juli 2019 21:00 |          | 41' (pen.) Flips 48' (e.d.) Heidenreich 52' Abi |           | Vazgen Sargsyan Republicanstadion, Jerevan Toeschouwers: 2.000 Scheidsrechter: Irfan Peljto (BIH) |

|                            |          |     |           |                                                                       |
| 18 juli 2019 18:45 (UTC+4) | Tsjechië | 0–0 | Noorwegen | Armeense Voetbalacademie, Jerevan Scheidsrechter: Sergej Ivanov (RUS) |
| 18 juli 2019 18:45 (UTC+4) |          |     |           | Armeense Voetbalacademie, Jerevan Scheidsrechter: Sergej Ivanov (RUS) |

|                            |         |            |           |                                                             |
| 18 juli 2019 21:00 (UTC+4) | Ierland | 0–1        | Frankrijk | Banantsstadion, Jerevan Scheidsrechter: Kristo Tohver (EST) |
| 18 juli 2019 21:00 (UTC+4) |         | 83' Isidor |           | Banantsstadion, Jerevan Scheidsrechter: Kristo Tohver (EST) |

|                            |                        |     |           |                                                                               |
| 21 juli 2019 21:00 (UTC+4) | Ierland                | 2–1 | Tsjechië  | Armeense Voetbalacademie, Jerevan Scheidsrechter: Anastasios Papapetrou (GRE) |
| 21 juli 2019 21:00 (UTC+4) | Afolabi 35' Coffey 81' |     | 79' Kusej | Armeense Voetbalacademie, Jerevan Scheidsrechter: Anastasios Papapetrou (GRE) |

|                            |             |     |           |                                                                  |
| 21 juli 2019 21:00 (UTC+4) | Frankrijk   | 1–0 | Noorwegen | Banantsstadion, Jerevan Scheidsrechter: Bartosz Frankowski (POL) |
| 21 juli 2019 21:00 (UTC+4) | Ngoumou 62' |     |           | Banantsstadion, Jerevan Scheidsrechter: Bartosz Frankowski (POL) |

## Knock-outfase
|  | Halve finale      | Halve finale      |  |        | Finale            | Finale            |
|  |                   |                   |  |        |                   |                   |
|  | 24 juli – Jerevan |                   |  |        |                   |                   |
|  | Portugal          | 4                 |  |        |                   |                   |
|  | Ierland           | 0                 |  |        | 27 juli – Jerevan | 27 juli – Jerevan |
|  |                   |                   |  |        | Portugal          | 0                 |
|  | 24 juli – Jerevan | 24 juli – Jerevan |  | Spanje | 2                 |                   |
|  | Frankrijk         | 0 (3)             |  |        |                   |                   |
|  | Spanje            | 0 (4)             |  |        |                   |                   |

### Halve finale
|                    |                                            |     |         |                                                             |
| 24 juli 2019 18:00 | Portugal                                   | 4–0 | Ierland | Banantsstadion, Jerevan Scheidsrechter: Kristo Tohver (EST) |
| 24 juli 2019 18:00 | Vitinha 31' (pen.) Ramos 45+2', 59', 90+6' |     |         | Banantsstadion, Jerevan Scheidsrechter: Kristo Tohver (EST) |

|                    |                                                |     |                                           |                                                                                |
| 24 juli 2019 21:00 | Frankrijk                                      | 0–0 | Spanje                                    | Vazgen Sargsyan Republicanstadion, Jerevan Scheidsrechter: Sergej Ivanov (RUS) |
| 24 juli 2019 21:00 |                                                |     |                                           | Vazgen Sargsyan Republicanstadion, Jerevan Scheidsrechter: Sergej Ivanov (RUS) |
| 24 juli 2019 21:00 | Strafschoppen                                  |     |                                           | Vazgen Sargsyan Republicanstadion, Jerevan Scheidsrechter: Sergej Ivanov (RUS) |
| 24 juli 2019 21:00 | Begraoui Isidor Caqueret Ndicka Matam Marcelin | 3–4 | Mollejo Marqués Guillamón Orellana Torres | Vazgen Sargsyan Republicanstadion, Jerevan Scheidsrechter: Sergej Ivanov (RUS) |

### Finale
|                    |          |                 |        |                                                                                                   |
| 27 juli 2019 20:30 | Portugal | 0–2             | Spanje | Vazgen Sargsyan Republicanstadion, Jerevan Toeschouwers: 7.150 Scheidsrechter: Irfan Peljto (BIH) |
| 27 juli 2019 20:30 |          | Torres 34', 51' |        | Vazgen Sargsyan Republicanstadion, Jerevan Toeschouwers: 7.150 Scheidsrechter: Irfan Peljto (BIH) |